# زن مار
زن مار (انگلیسی: The Snake Woman) یک فیلم ترسناک سیاه و سفید و کم هزینه انگلیسی محصول سال ۱۹۶۱ به تهیه کنندگی جورج فاولر و کارگردانی سیدنی جی. فیوری با بازی سوزان تراورس و جان مک‌کارتی است.